# La Couture (Passo di Calais)
La Couture è un comune francese di 2 668 abitanti situato nel dipartimento del Passo di Calais nella regione dell'Alta Francia.

## Società

### Evoluzione demografica
Abitanti censiti